# Comté de Longford
Pour les articles homonymes, voir Longford.
Le comté de Longford (en irlandais : Contae an Longfoirt) est une circonscription de la république d’Irlande située dans les Midlands, au nord ouest de la province du Leinster. Il est entouré des comtés de Leitrim, Cavan, Roscommon et Westmeath. Le comté tient son nom de sa capitale, Longford.
Avec une superficie de 1 091 km2 et une population de 40 873 habitants en 2016, c'est un des plus petits comtés d'Irlande. L’agriculture est la principale source de revenus du comté. On y fait de l'élevage de bovins et d'ovins, de la culture de céréales et de pommes de terre.
La plus grande partie du comté s’étend sur le bassin de la rivière Shannon qui forme sa frontière occidentale avec le Lough Ree. Le paysage est composé de terres peu élevées en altitude (le mont Carn Clonhugh culmine à 279 mètres), de lacs de pâturages et de tourbières.
La vie monastique était assez présente dans le comté. On trouve aujourd’hui des ruines de monastères à Ardagh, Abbeylara, Abbeyderg, et l'île d'Inchcleraun sur le Lough Ree.
Le territoire du comté était autrefois connu sous le nom d'Annaly (Anghaile en gaélique) ou Teffia (Teabhtha) et formait les terres du clan Farrell. Après l’invasion normande du XIIe siècle, le pays passe aux mains de Hugues de Lacy. Une plantation anglaise s'installe à Granard et des monastères cisterciens à Abbeylara et Abbeyderg.
Cependant, la ville de Granard est saccagée par l'armée d'Édouard Bruce en 1315 et les O'Farrell reprennent le contrôle complet de leur ancien territoire. Le comté a été officiellement créé en 1586 durant le règne d'Élisabeth Ire, mais le contrôle de l'Angleterre ne fut vraiment établi qu’après la guerre de neuf ans. Le comté a été inséré dans la province du Leinster en 1608 par James Ier. Il est alors délimité de façon définitive et divisé en six baronnies. Des colons anglais et écossais s'y installent alors à partir de 1620 en expulsant les O'Farrell. La colonisation sera complétée dans les années 1640 par l'installation des plantations de Cromwell.
Le comté a été un des centres de la rébellion de 1798, quand le corps expéditionnaire du Général Humbert qui avait débarqué à Killala fut battu devant le village de Ballinamuck le 8 septembre par une armée britannique commandée par Cornwallis. Les représailles britanniques contre les populations civiles de la région furent considérables.
L'esprit révolutionnaire du comté resta vivant et se réveilla encore durant la guerre d’indépendance lorsque le bataillon du Nord Longford emmené par Seán Mac Eoin devint une des plus actives unités de l’armée irlandaise.

## Comtés limitrophes
| Leitrim             | Leitrim Cavan     | Cavan     |
| Roscommon           | comté de Longford | Westmeath |
| Roscommon Westmeath | Westmeath         | Westmeath |

## Principales villes du comté
Le centre administratif du comté est Longford.
Les autres villes notables sont :
- Ballymahon,
- Drumlish,
- Edgeworthstown (ou Mostrim),
- Granard,
- Keenagh,
- Lanesborough-Ballyleague,
- Moydow,
- Newtownforbes.